# Pakokku
Cette page contient des caractères spéciaux ou non latins. S’ils s’affichent mal (▯, ?, etc.), consultez la page d’aide Unicode.

Pakokku (birman : ,pəkoʊʔkù) est une ville du nord-est de la Région de Magway en Birmanie (Union du Myanmar), comptant environ 159 137 habitants. Elle est située sur la rive occidentale de l'Irrawaddy, à une vingtaine de kilomètres en dessous de la confluence du Chindwin et à environ 30 km au nord-est de Bagan (sur l'autre rive).
Elle possède une université, un parc industriel et un aéroport (IATA : PKK, OACI : VYPU).